# هانس فون هیفتن
هانس برند اگوست گوستاو فون هیفتن (به آلمانی: Hans-Bernd August Gustav von Haeften) حقوق‌دان آلمانی و از اعضای مقاومت آلمان و کودتای ۲۰ ژوئیه علیه هیتلر بود.

## زندگی‌نامه
او در برلین متولد شده بود. پدرش افسر سابق ارتش آلمان و رئیس آرشیو ملی آلمان بود. بعد از مطالعه حقوق وارد دانشگاه آکسفورد شد. در ۱۹۳۳ به اداره امور خارجی پیوست. او به‌طور کلی در دپارتمان‌های سیاسی-فرهنگی مشغول کار بود و به عنوان وابسته فرهنگی در کپنهاک وین و بخارست کار کرد در ۱۹۴۰ او رئیس دپارتمان شد اما حاضر به عضویت در حزب نازی نشد. او از ۱۹۳۳ پیرو کلیسای اعتراف کنندگان بود. (کلیسایی که مخالف نازی سازی کلیساهای پروتستان به وسیله هیتلر بود)
او با گروه مقاومت آلمان ارتباط برقرار کرد بخصوص از طریق اولریش فون هاسل و آدام فون تروت زو زولتس. او به خطر اعتقاد مذهبی و از این جهت که پروتستانی با ایمان بود با ترور هیتلر مخالف بود اما برای براندازی حکومت نازی و هیتلر از قدرت از داخل اداره امور خارجی به توطئه گران کمک می‌کرد. در ژانویه سال ۱۹۴۴ مانع ترور هیتلر به وسیله ورنر فون هیفتن (برادرش) شده بود که می‌خواست در اقدامی انتحاری هیتلر را با اسلحه کمری اش به قتل برساند. (بخاطر مسائل مذهبی)
او در ۲۳ ژوئیه ۱۹۴۴ دستگیر شد. سه روز بعد از تلاش نافرجام برای ترور هیتلر و کودتا در مقر لانه گرگ در پروس شرقی، برادرش که آجودان کلاوس فون اشتاوفنبرگ (از سران اصلی کودتا) بود در ۲۱ ژوئیه تیر باران شده بود. در ۱۵ اوت او را در دادگاه نمایشی که نازی‌ها ان را دادگاه مردمی (به آلمانی: Volksgerichtshof) نامیده بودند به مرگ محکوم کردند او در جلسه دادگاه هیتلر را مباشر شیطان نامید. او را در زندان پولتزنسی برلین به دار آویختند.